# Kroppen (TV-program)
Kroppen är en barnprogramserie i fem delar som gjordes av Jan Bergquist för svensk TV år 1975. Annika de Ruvo producerade. 
Bergquist spelade i serien både den ifrågasättande pojken Kalle och den tålmodigt förklarande Janne, som pedagogiskt berättar om hur kroppen fungerar. 

## Avsnitt
1. Vad är det som håller oss uppe så att vi inte är platta som pannkakor?
2. Varför måste vi andas?
3. Maten som vi äter – vart tar den vägen?
4. Hur kan vi tänka, göra olika saker, se och höra?
5. Nu är hela kroppen nästan färdigbyggd!

Temat fortsatte sedan i två ytterligare serier:
- Maten och kroppen 1976
- Sjukt, sa kroppen 1979